# Freddie Blassie
Frederick Kenneth Blassie (San Luis, Misuri; 8 de febrero de 1918-Hartsdale, Nueva York; 2 de junio de 2003), más conocido como Classy Freddie Blassie, fue un luchador profesional estadounidense de origen alemán. Reconocido como The Hollywood Fashion Plate, fue un campeón mundial de peso pesado junior de la NWA.

## Primeros años
Los padres de Blassie, Jacob y Ana (née Sind) emigraron a Estados Unidos desde Alemania antes de la Primera Guerra Mundial, estableciéndose en St. Louis. Fred era hijo único porque su mamá no quería volver a dar a luz. Su padre era abusivo y alcohólico y Fred tenía que refugiarse con sus abuelos cada vez que su padre Jacob golpeaba a su madre, sus padres se separaron cuando él tenía 13 años, Fred amenazaba a su padre con golpearlo con un bate de béisbol pero nunca lo hizo, cuando era adolescente fue a McKinley High School, después de graduarse consiguió un empleo de empacador de carne, después comenzó a boxear en el Seward Community Center y ganó el Campeonato de peso pesado.

## Carrera Temprana
A Blassie se le ocurrió su famosa frase «Geek con cuello de lápiz» al principio de su carrera para describir a un compañero de carnaval conocido como The Geek. Blassie describió a Geek con un cuello con una pila de monedas de 10 centavos, y que era un verdadero Geek con cuello de lápiz.
Pronto consiguió trabajo de promotores más establecidos: Tom Packs en St. Louis y George Simpson en Kansas City. Mientras más trabajaba en el negocio, más veteranos estaban dispuestos a dejarle aprender sobre el negocio de la lucha libre.

## Servicio Militar
Después de que Estados Unidos ingreso a la Segunda Guerra Mundial, Blassie se alistó en la Marina y sirvió en el Teatro del Pacífico durante 42 meses. La guerra fue un momento difícil para su familia en casa debido a la herencia de sus padres alemanes. A menudo fueron acusados de no ser patrióticos. Logró el rango de Suboficial de Segunda Clase antes de ser dado de alta.

## Carrera

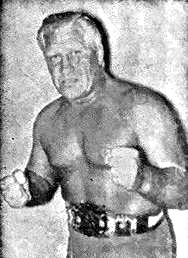
Freddie Blassie el 31 de enero de 1962.

Al regreso de Blassie de la guerra, fue nombrado "Marinero" para capitalizar la ola de patriotismo en tiempos de guerra que barría el país, pero ese truco no tuvo éxito. Trabajo para Jack Pfefer, quien según el, solo emplearía a personas que parecían fanáticos de espectáculo en sus espectáculos, y cuyos luchadores incluían Tor Johnson quien hizo películas con el director Ed Wood, y The Fabulous Moolah. Durante este tiempo fue a la ciudad de Nueva York para trabajar para el promotor Jess McMahon.

### NWA Los Angeles (1952-1953)
En 1952, Blassie se mudó a Los Ángeles para trabajar para Jules Strongbow. Llegó a amar California, y con frecuencia regreso allí a lo largo de su carrera para luchar. Se asoció con Billy McDaniel como McDaniel Brothers, pero cuándo fueron al este, fueron conocidos como los Blassie Brothers.

### Georgia (1953-1960)
En 1953, trabajo en Atlanta propiedad de Paul Jones. Mientras estuvo allí ganó el «NWA Georgia Southern Heavyweight Championship», cuyo titular fue generalmente el primero en la línea para desafiar al Campeón mundial de peso pesado de la NWA cada vez que pasaba por el territorio. También fue en este periodo de su carrera cuando dejó caer su truco de babyface y se convirtió en un talón completo. Sus fanáticos lo abucheaban constantemente por qué lo consideraban un "yanqui". También se blanqueo el pelo en ese momento, como lo hicieron muchas otras estrellas de la época. A menudo fue catalogado como «El Vampiro» durante este tiempo por morder a sus oponentes y limpiándose los dientes en las entrevistas y promociones.

### World Wrestling Associates (1960-1968)
En 1960, Blassie regreso a la promoción de Strongbow en Los Ángeles donde fue una gran estrella para Worldwide Werstling Associates (WWA) del sur de California atrayendo a fanáticos al Auditorio Olímpico de Los Ángeles. Fue tan odiado allí que tuvo que ser cubierto por policías uniformados mientras se dirigía al ring. Tuvo peleas principales a nivel evento contra estrellas como The Destroyer.
El 12 de junio de 1961,derrotó al "francés volador" en un combate a las tres mejores caídas por su primer Campeonato de Peso Mundial WWA. El 7 de julio, Blassie defendió con éxito su título contra el excampeón de peso pesado Lou Thesz. Durante el mismo reinado de título en un partido contra Lord James Blears, un fanático arrojó ácido a su espalda, y tuvo que regresar inmediatamente a vestuario para lavarse.

### Japón (1962-1968)
En 1962, Blassie tuvo una pelea con el icono Japonés de lucha libre Rikidōzan que estableció su reputación en Japón. Después de que Blassie perdió el Campeonato Mundial de Peso Pesado de la WWA ante Rikidōzan en Los Ángeles, los dos tuvieron una revancha en la televisión japonesa en vivo. Muchos espectadores estaban horrorizados por el tratamiento de Blassie su héroe. Uno de los trucos de Blassie era limpiarse los dientes y extraer sangre de sus oponentes cuando se mordía la frente. La visión de la leyenda japonesa cubierta con su propia frente causó ataques cardíacos a varios de sus espectadores, e incluso unos murieron.

### Federación Mundial de Lucha Libre (1964-1971)
En 1964, Blassie se peleó con Bruno Sammartino y Bobo Brazil. Blassie entró en la WWWF con su propio título mundial, afirmando ser el campeón Mundial del Pacífico, y estaba llegando al "patio trasero" de Sammartino para unificar el título mundial. La serie comenzó en el estadio Roosevelt, jersey City, Nueva Jersey en 1964, con Blassie ganando por un tecnicismo, pero no por un alfiler. Las revanchas de llevaron a cabo en el Madison Square Garden en Nueva York, con Sammartino ganando. Detrás de escena, Blassie se hizo amigo de Gorilla Moonson. Regresó a la compañía en 1971, llegando a la final en un torneo en enero para el WWWF Unidet States Heavyweight Championship vacante antes de perder ante Pedro Morales. Blassie luego desafío a Morales por el Campeonato WWWF. Durante este periodo en la Compañía, Blassie fue manejado por su futuro enemigo, el Capitán Lou Albano.

### Carrera Gerencial (1974-1986)

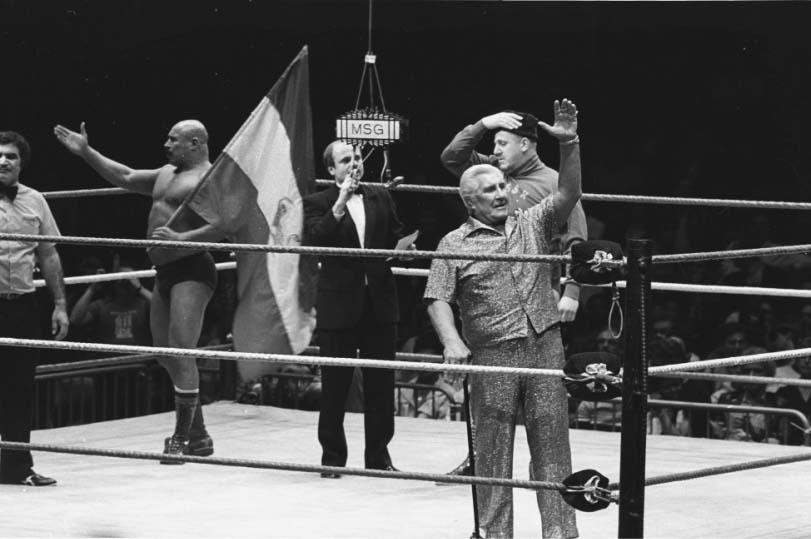
Freedie Blassie durante un combate de The Iron Sheik (izquierda, sosteniendo la bandera), y Nikolai Volkoff (derecha, tocandose la frente), presentándose como mánager de ambos a mediados de la década de los 80.

Blassie se retiró de la lucha libre en 1974, debido a una ley en California que prohíbe a cualquier persona mayor de 55 años obtener una licencia de lucha libre. Luego se convirtió en gerente de la World Wide Wrestling Federation (WWWF) y su posterior encarnación en la World Werstling Federation (WWF). Acuto para está promoción hasta su retiro de la lucha libre profesional en 1986. Blassie, Lou Albano y The Grand Wizard fueron nombrados "Los tres Reyes magos del este", como los tres mejores gerentes de la empresa.
Entre los hombres que manejaba estaban: Nikolai Volkoff, Blackjack Mulligan, Peter Maivia, Ray Stevens, Adrian Adonis, Jesse Ventura, Dick Murdoch, The Iron Sheik, Swede Hanson, Killer Khan, George Steele, Professor Toru Tanaka, Mr. Fuji, Víctor Rivera, Kamala, Hércules Hernández y Hulk Hogan. Blassie también manejo a Muhammad Ali en su combate de boxeador contra luchador en 1976 contra Antonio Inoki. Blassie también representó públicamente a Ali en eventos de medios y entrevistas durante un periodo a mediados de la década de 1970.

### Apariciones especiales y muerte
Blassie fue incluido en el salón de la fama de la WWF en 1994. En 1999, se le mostró haciendo la narración de apertura de Wrestlemania XV. En 2000, Blassie apareció en el Royal Rumble como juez en el concurso de trajes de baño Miss Rumble 2000. En 2001, Blassie apareció en un segmento de Raw is War para la historia de la invasión, en el que exhorta a una reunión de luchadores de WWF a enfrentarse a The Alliance, y luego se burla de los líderes de la Alianza Shane y Stephanie McMahon. Debido a esto, Blassie es uno de los únicos hombres que ha trabajado con las cuatro generaciones de la familia McMahon. Blassie también apareció en un segmento de Vengeance, evento de pago por evento en diciembre de 2001, donde un campeón "indiscutible" sería coronado. Su última aparición en la lucha fue el 12 de mayo de 2003 en Filadelfia en Monday Night Raw, tres semanas antes de su muerte. El segmento contó con Blassie, su esposa y el gerente general de Raw Eric Bischoff, quien estaba a punto de que 3 Minute Warning lo atacara, hasta que Stone Cold Steve Austin y The Dudley Boyz intervinieron. Sus últimas palabras en la televisión de la WWE fueron "D-Von, trae la mesa", ante un aplauso monstruoso.
Su libro, "Listen, You Pencil Neck Geeks", fue lanzado el 13 de mayo de 2003.
El 2 de junio de 2003, Blassie murió de insuficiencia cardíaca y renal a la edad de 85 años.

## Carrera musical
En 1975, Blassie grabó voces en off para las canciones "Blassie King of Men" y "Pencil Neck Geek", quienes fueron interpretadas por Johnny Legend, con Billy Zoom en la guitarra, Hay Phillips en la guitarra, Lon Osgood en el bajo y Steve Clark en la batería. Recibieron elogios en el programa de radio Dr. Demento, y la última canción apareció en varios álbumes, incluida la colección del 20 aniversario de Dr. Demento, "The Verte Best of Dr. Demento" y "Dr. Demento presenta los mejores CD de novedad de todo el tiempo". En 1983, Rhino Records lanzó un álbum de 14 pistas de Blassie, titulado I Bite the Songs.
En 1985, Blassie apareció en el vídeo musical The Goonies 'R' Good Enough de Cyndi Lauper, como uno de los luchadores invitados de la WWF.

## Carrera cinematográfica
Blassie apareció en un episodio de The Dick Van Dyke Show que presentó una nueva moda de baile llamada The Twizzle. El Personaje de Rose Marie, Sally Rogers lo trajo al final del episodio alegando haber descubierto otra nueva sensación de baile. En la demostración del baile, Blassie recogió a Rob Petrie y lo hizo girar sobre su cabeza.
Filmado en 1982, My Breakfast With Blassie contó con Andy Kaufman y Freddie Blassie comiendo un Sambo's en Los Ángeles. (La película fue referenciada por la banda de Rock estadounidense R.E.M. en su canción de 1992 sobre Kaufman "Man on the Moon").
"Classy" Freddie Blassie apareció en un segmento de acción en vivo de la caricatura "Hulk Hogan's Rock 'n' Werstling". En el segmento, es entrevistado por Gene Okerlung "malo" cuando los dos son interrumpidos por una viejita vestida de ama de llaves que Blassie dice ser su propia madre.
"Classy" Freddie Blassie también hizo un cameo como el mismo, junto con "Werstling's Living Legend" Bruno Sammartino y Rick Flair en la película de 1986 Body Slam protagonizada por Dirk Benedict, "Capitán" Lou Albano y "Rowdy" Roddy Piper.
A principios de la década de 1990, el luchador protagonizó un documental dirigido por Jeff Krulik, titulado Mr. Blassie Goes To Washington. En el, Blassie es recogido en el aeropuerto de Washington D. C. por una limusina. Al encontrarse con alguien, preguntaba de dónde eran, y sin importar su respuesta él respondía:"¡Oh, ese es el país de Dios!".

## Campeonatos y logros
- Championship Wrestling From Florida
  - NWA Southern Heavyweight Championship (Florida version) (1 vez)[2]
  - NWA Tag Team From Championship (Florida version) (1 vez) - con Tarzan Tyler[3]
- 50th State Big Time Wrestling
  - NWA North American Heavyweight Championship (Hawaii version) (1 vez)[4]
- Caulliflower Alley Club
  - Homenajeado (1998)
- Mid-South Sport
  - NWA Georgia Heavyweight Championship (1 vez)
  - NWA International Tag Team Championship (Georgia version) (3 veces) - con Kurt von Brauner (1), Bob Shipp (1) y Eric Pederson (1)[5]
  - NWA Southern Heavyweight Championship (Georgia version) (17 veces)[6]
  - NWA World Tag Team Championship (Georgia version) (2 veces) - con Bill Blassie[7]

- National Wrestling Allance
  - NWA Hall of Fame (promoción de 2011)[8]
  - NWA World Junior Heavyweight Championship (1 vez)
- North American Wrestling Alliance/Worldwide Wrestling Associates/NWA Hollywood Wrestling
  - NAWA World Heavyweight Championship (1 vez)[9]
  - NWA Americas Heavyweight Championship (4 veces)[10]
  - NWA Americas Tag Team Championship (1 vez) - con Don Carson[11]

- - WWA International Television Tag Team Championship (3 veces) - con Mr. Moto (2) y Don Leo Jonathan[12]
  - WWA Americas Heavyweight Championship (1 vez)[13]
  - WWA World Heavyweight Championship (4 veces)
  - WWA World Tag Team Championship (2 veces) - con Mr. Moto (1) y Buddy Austin (1)
- NWA Mid-America
  - NWA Southern Junior Heavyweight Championship (4 vez)[10]
- Pro Wrestling illustrated
  - PWI Stanley Weston Award (2000)
- Professional Wrestling Hall of Fame and Museum
  - Television era (promoción de 2004)[8]
- World Wrestling Federation
  - WWF Hall of Fame (promoción de 1994)[14]
  - Lifetime Achievement Slammy Award (1 vez)
- Wrestling Observer Newsletter
  - Worst Worked Match of the Year (1985) vs. Lou Albano.
  - Wrestling Observer Newsletter Hall of Fame (promoción de 1996)